# Юбилейный (космічний апарат)
«Юбилейный» (RS-30) (укр. Ювілейний) — російський малий науковий супутник, створений ВАТ «ІСС» ім. М. Ф. Решетньова спільно з групою російських космічних підприємств і закладів вищої освіти. Призначений для передавання звукових повідомлень, фото- і відеозображень, що розповідають про 50-річчя запуску першого штучного супутника Землі та космічної галузі в цілому, а також для участі в освітніх програмах студентів зво і проведення наукових експериментів.
У створенні апарата взяли участь НІЛАКТ (Калуга), ВАТ НВП «Геофізика-Космос» (Москва), НВО ім. С. О. Лавочкіна (Москва), ВАТ «РПКБ» (Раменське), Державний космічний науково-виробничий центр імені М. В. Хрунічева (ГКНПЦ, Москва), СибДАУ імені академіка М. Ф. Решетньова (Красноярськ).
Запуск планувався восени 2007 року, але був відкладений до 2008 року. Космічний апарат виведено в космос у травні 2008 року ракетою-носієм «Рокот» з космодрому Плесецьк.

## Корисне навантаження
Архітектура супутника — експериментальна негерметична платформа. Передавачі і наукова апаратура забезпечують трансляцію аудіозапису сигналу (позивного) першого штучного супутника Землі, цифрових фото — і відеоматеріалів про історію космонавтики.
Нині мовлення відбувається в режимі CW на частотах 435,2150 і 435,3150 МГц

## Критика
На борту апарата «Ювілейний» також встановлено «рушій без викиду реактивної маси» (див. Інерцоїд), на який «Роспатентом» видано відповідний патент. Ініціатором встановлення був генерал Валерій Меньшиков, в той час директор НДІ космічних систем, який витратив на цей експеримент багато часу і коштів. Експеримент фінансувався в рамках міждержавної російсько-білоруської програми «Космос СГ», де головним виконавцем був також Валерій Меньшиков (однак інші джерела стверджують, що, всупереч поширеній думці, апаратура не проходила сертифікації в Роскосмосі, супутник — студентський, і, в принципі, будь-яка техніка могла взяти участь у науковій програмі супутника).
Вчені неодноразово попереджали, що подібний рушій не може створити тяги в космосі, оскільки це суперечило б одному з фундаментальних фізичних законів, — закону збереження імпульсу. Доводи фахівців, які пояснювали В. Меньшикову і його однодумцям, що робота рушія — це фокус, заснований на нелінійному терті, що виникає в підшипниках, і що в невагомості він працювати не буде, не подіяли. Однак автори «дива техніки» запевняли, що в НДІ КС рушій працював і створював тягу 28 грам. У ЗМІ цей рушій незабаром прозвано «гравіцапою».
Після прийняття рішення про встановлення, співробітники Роскосмосу написали кілька негативних експертних висновків. Проте було пізно — якщо зняти «гравіцапу», порушилося б центрування апарата. Щоб уникнути конфузу, вирішено залишити її на супутнику, але не вмикати. У червні-липні того ж року проведено перші випробування, результати яких названо «неоднозначними», а в лютому 2010 року, за ініціативи якогось «суспільного ЦУПа», увімкнення все ж відбулося і почалися повномасштабні експерименти.
Як і очікували вчені, наука підтвердила свою правоту — виведений у космос рушій не зміг змінити орбіти супутника. На думку академіка Едуарда Круглякова, голови Комісії РАН з боротьби зі псевдонаукою, експеримент завдав відчутної шкоди як фінансам, так і науковому престижу Росії. На думку академіка Володимира Захарова, сам експеримент державі обійшовся недорого, проте ДКНВЦ, заступником директора якого є В. Меньшиков, несе відповідальність за низку невдач у ракетно-космічній галузі Росії. Захаров припускає, що ці невдачі пов'язані з засиллям у ДКНВЦ псевдовчених.